# 유봉 (노경왕)
노경왕 유봉(魯頃王 劉封, ? ~ 기원전 24년) 혹 유경(劉勁)은 중국 전한의 황족 · 제후왕으로, 노왕이다. 노효왕 유경기의 아들이다.

## 생애
아버지가 노효왕 37년(기원전 52년)에 죽어 노왕 자리를 계승했고, 노경왕 28년(기원전 24년)에 죽어 아들 노문왕 유준이 계승했다.

## 가계
- 노효왕 유경기
  - 노경왕 유봉
    - 노문왕 유준
    - 오향후(郚鄕侯) → 노왕 유민
    - 건향희후 유강
    - 신양경후 유영

오향후와 건향희후는 양삭 4년(기원전 21년) 4월 갑인일에 봉해졌고, 신양경후는 홍가 2년(기원전 19년) 5월 무자일에 봉해졌다.